# John Jameson
John Jameson é um personagem fictício que aparece nas histórias em quadrinhos da Marvel Comics. Criado por Stan Lee e Steve Ditko, sua primeira aparição foi quando foi salvo pelo Homem-Aranha, na revista Amazing Spider-Man #1. Ele é o astronauta galã filho do jornalista J. Jonah Jameson, dono do jornal Clarim Diário, no qual trabalha Peter Parker.
A admiração de J.J. Jameson pelo filho, para ele o "verdadeiro herói americano", era apontada como a causa do ódio do jornalista pelos heróis mascarados, em particular o Homem Aranha.

## Publicação
Criado por Stan Lee e Steve Ditko, estreou na revista Amazing Spider-Man #1, sendo apresentado como um astronauta.
Durante sua longa temporada em The Amazing Spider-Man durante a década de 1970, o escritor Gerry Conway teve Jameson transformado em lobisomem, com o novo apelido "Man-Wolf". Conway explicou: 
 Queria fazer algo com [John Jameson] por um longo tempo. Eu senti que ele era um personagem que se perdeu ao longo dos anos. Além disso, neste ponto, em 1973, John Jameson é um astronauta, e  estivemos na lua, então eu me perguntei: "O que faríamos com isso no mundo do Homem-Aranha?" E foi assim que aconteceu. Também acrescentou outra camada de tensão ao relacionamento do Homem-Aranha com J. Jonah Jameson. Como escritor, você sempre quer encontrar uma maneira de aumentar a pressão sobre o personagem principal, para aumentar o envolvimento de outros personagens com esse personagem. Consequentemente, qualquer coisa que pudesse tornar o ódio de Jonah ao Homem-Aranha mais intenso e, ao mesmo tempo, mais compreensível, era um dispositivo útil de forma dramática.
O personagem passou por transformações ao longo das histórias criadas por vários escritores e artistas.

### Astronauta
Depois de uma viagem à Lua, o cosmonauta é infectado por esporos alienígenas. De volta à Terra, desenvolve superforça e ganha um traje especial para controlar seu novo poder. Convencido por seu pai, eterno detrator do herói aracnídeo, John começa a caçar o Aranha usando o nome de Astronauta e teria matado o heroi, não fosse a intervenção do próprio J.J., que descobre que o Homem-Aranha era inocente da acusação pela qual estava sendo caçado. Ao final da história, John perde seus poderes. Essa história foi publicada na revista Amazing Spider-Man #41-42.

### Homem-Lobo
Foi só em 1973, na edição Amazing Spider-Man #124, que o astronauta transformou-se, nas mãos de Gerry Conway e Gil Kane, no Homem-Lobo, um poderoso lobisomem que acaba inimigo do Homem-Aranha. Sua transformação acontece devido a uma estranha pedra lunar que gruda em seu peito depois de mais uma viagem à Lua. E inicia a mutação de homem em lobo furioso na lua cheia. Depois de muita luta, o Homem Aranha finalmente consegue prender a besta e, com a ajuda do Dr. Curt Connors, livra-o da maldição.
Obs.: Quase na mesma época em que surgiu o Homem-Lobo, a Marvel Comics, aproveitando as mudanças do Código de Ética dos Quadrinhos Americanos, lançou aventuras do Lobisomem (juntamente com Drácula, Múmia, Frankenstein e outros), um personagem adaptado das histórias clássicas de terror popularizada pelo cinema. Jack Russell, O Lobisomem (Werewolf by Night, no original) não possui nenhuma relação com o Homem-Lobo, a não ser a de que ambos são afetados pelos raios da Lua Cheia.

## Em outras mídias

### Filmes
Daniel Gillies interpreta John Jameson em Spider-Man 2. Ele se torna o namorado de Mary Jane Watson, causando ciúmes em Peter Parker. Ele é novamente um astronauta (famoso por jogar futebol na Lua). Mary Jane depois o abandona e se casa com Peter. O filme faz várias referências aos quadrinhos, quando John se torna o Homem-Lobo. Jameson, por exemplo, usa o mesmo medalhão que nos quadrinhos o transformarão na besta na Lua Cheia. Apesar disso, John Jameson não aparece na sequência, o filme Spider-Man 3.